# Albert Carbó Benavent
Albert Carbó Benavent (Peralada, Gerona, España, 8 de agosto de 1990), más conocido como Albert Carbó, es un entrenador de fútbol español que actualmente dirige al Real Unión Club del Grupo I de la Primera Federación.

## Trayectoria
Comenzó su trayectoria en los banquillos en las categorías inferiores del Club de Futbol Peralada y la UE Figueres, al que dirigió a su equipo juvenil en la temporada 2018-19. 
En 2019 fue nombrado en entrenador del primer equipo del Club de Futbol Peralada de Tercera División de España, donde estuvo dos temporadas. 
El 16 de julio de 2021, se convierte en entrenador de la Unió Esportiva Olot de Tercera División de España, donde logra 15 victorias en 28 jornadas, siendo destituido el 29 de marzo de 2022, antes de lograr el ascenso a Segunda Federación. 
En abril de 2023, se incorpora como preparador físico al cuerpo técnico del primer equipo del Aston Villa FC para formar parte del cuerpo técnico de Unai Emery.
El 4 de diciembre de 2024, firma como entrenador del Real Unión Club de la Primera Federación.

## Trayectoria como entrenador
| Club                               | País       | Año             |
| ---------------------------------- | ---------- | --------------- |
| UE Figueres Juvenil                | España     | 2018-2019       |
| Club de Futbol Peralada            | España     | 2019-2021       |
| Unió Esportiva Olot                | España     | 2021-2022       |
| Aston Villa FC (preparador físico) | Inglaterra | 2023-2024       |
| Real Unión Club                    | España     | 2024-actualidad |